# Escritura pictográfica

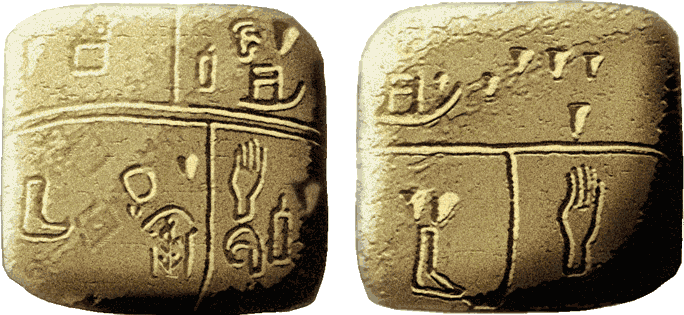
Tablilla de piedra grabada con escritura pictográfica procedente de la ciudad mesopotámica de Kush (Irak), datada en el 3500 a. C. Consta de pictogramas que representan cabezas, pies, manos, números y trillos. Se conserva en el Departamento de Antigüedades del Ashmolean Museum, Oxford (Gran Bretaña).

La escritura pictográfica o simplemente pictografía es una forma de comunicación escrita que se remonta al neolítico, donde el hombre usaba las pictografías para representar objetos mediante dibujos en una laja de piedra.
La escritura en piedras es la primera manifestación de la expresión gráfica y se caracteriza porque cada signo del código gráfico es la traducción de una frase o de un enunciado completo en forma de mensaje no logográfico. Este tipo de escritura se compone de pictogramas, es decir, signos icónicos figurativos y realistas que representan de forma dibujada más o menos esquemática objetos.
En la pictografía las escenas tenían un fin causativo, se dibujaban hombres cazando búfalos para que los búfalos pudieran ser cazados, además los símbolos usados eran icónicos (se parecían a lo que representaban, un toro era un toro y no otra cosa). Con el tiempo la pictografía dio paso a la ideografía.
La ventaja de este tipo de comunicación es que las personas se pueden entender sin la necesidad de compartir una misma lengua, ya que los pictogramas no se refieren a la forma lingüística ni fonética de una lengua. Sin embargo el mayor inconveniente de la escritura pictográfica es que no sirve para representar nociones abstractas.
Uno de los primeros usos que se le dio a la escritura pictográfica por parte de los sumerios fue el de gestionar mercaderías, se trataba de indicar cuantos cerdos, asnos o sacos de cereales recibía el templo sumerio de un determinado sujeto. Posteriormente los sumerios empezaron a escribir sobre placas de barro que presentaban rasgos en forma de cuña, lo que dio paso a la escritura cuneiforme.
A partir de la escritura pictográfica se abrieron dos campos:
- En Mesopotamia se idealizaron los dibujos de los pictogramas, sustituyéndolos por varios trazos que recordaban a la forma del dibujo inicial. Más tarde los trazos se estilizaron y la similitud con los pictogramas primitivos se perdió.

- Los egipcios a partir de la escritura pictográfica crearon el sistema jeroglífico.

Los pictogramas se siguen utilizando hoy en día como señales o instrucciones. A causa de su naturaleza gráfica y el estilo bastante realista se utilizan ampliamente para indicar lavabos públicos o lugares como aeropuertos o estaciones de tren. Sin embargo, incluso estos símbolos son altamente específicos para cada cultura. Por ejemplo en algunas culturas los hombres llevan vestimentas similares a un vestido, así que ni siquiera el signo de lavabo es universal. La escritura pictográfica como técnica poética modernista se atribuye a Ezra Pound, aunque los surrealistas franceses precisan que los orígenes se remontan a los amerindios del noroeste del Pacífico quienes introdujeron este tipo de escritura a través de los tótems.

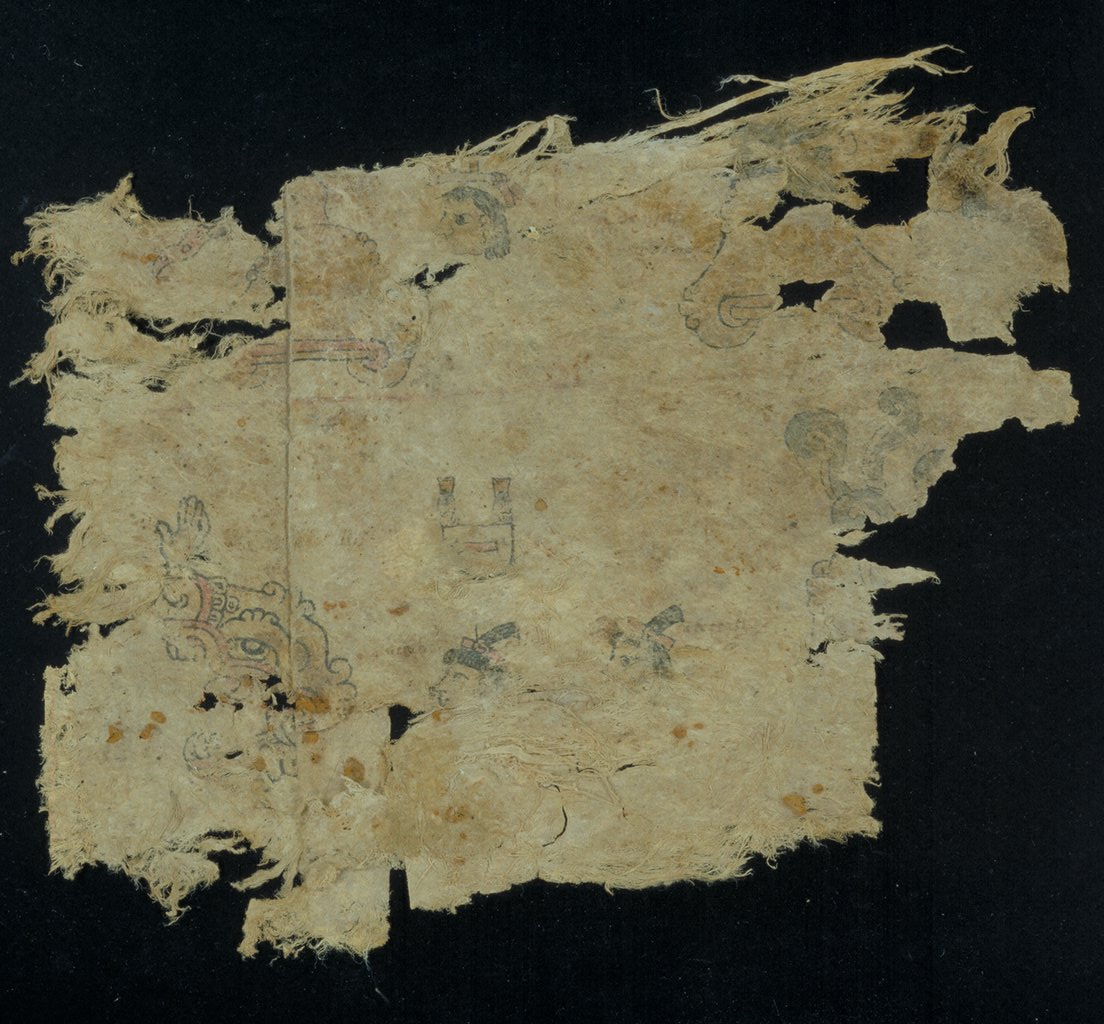

- La norma internacional ISO 7001: Símbolos de Información Públicos define un conjunto estándar de pictogramas. Otros conjuntos comunes de pictogramas son los que se encuentran en las etiquetas de la ropa o las etiquetas de los productos químicos.

- Datos: Q860735